# Capezzano
Capezzano is een plaats (frazione) in de Italiaanse gemeente Pellezzano, provincie Salerno, en telt ongeveer 3000 inwoners.